# Evanna Lynchová
Evanna Patricia Lynch (* 16. srpna 1991, Termonfeckin, Irsko) je irská herečka, která je známa pro svou roli Lenky Láskorádové ve filmech o Harrym Potterovi (od 5. filmu).

## Osobní život
Evanna žije v Irsku se svým otcem Donalem, matkou Marguerite, staršími sestrami Máiréad a Emily a s mladším bratrem Patrickem. Je studentkou školy Our Lady’s College – dívčí katolické školy ve městě Drogheda. Během natáčení Harryho Pottera do školy nechodila. Jako základní školu navštěvovala Cartownovu státní školu. Navštěvovala také CTYI (Centrum talentované mládeže Irska) a dokončila kurz Spekulativní fikce.

## Kariéra

### Harry Potter (2006–2012)
Její otec s ní letěl do Londýna na casting na roli Lenky Láskorádové. Na tuto roli se hlásilo téměř 15 000 dívek. Nicméně Evanna byla špinavá blondýnka, takže pro roli Lenky ji museli odbarvit na světlý blond. Spřátelila se s herečkami Bonnie Wright (Ginny Weasleyová), Katie Leung (Cho Changová) a s Afshan Azad (Padma Patilová). Poprvé se objevila v pátém filmu Harry Potter a Fénixův řád. Za roli v šestém filmu Harry Potter a Princ dvojí krve získala nominaci na ceny Scream Awards a Young Artist Awards. Objevila se i v posledních dvou filmech Harry Potter a Relikvie smrti – část 1 a Relikvie smrti – část 2. V roce 2012 se připojila k obsazení divadelního sboru StarKid a zahrála si Lenku Láskorádovou ve třetím dílu muzikálu A Very Potter Senior Year.

### Pozdější práce (2012–dosud)
V roce 2013 si zahrála roli McKenzie Pryce ve filmu GBF. V roce 2015 si zahrála ve dvou filmech Danny and the Human Zoo a My Name Is Emily. V roce 2018 se stala jedno ze soutěžících americké verze reality show Dancing with the Stars. V roce 2019 si zahrála malou roli Abbie Fox ve filmu Madness in the Method. Ve stejném roce si také zahrála v divadelních hrách The Omission of the Family Coleman v divadle Theatre Royal ve městečku Bath a Games for Lovers v divadle The Vaults Theatre v Londýně.

## Fanouškovství
Evanna je obrovským fanouškem Harryho Pottera. Podle její rodiny je jím posedlá. Jako malé dítě psala neustále J. K. Rowlingové. V jednom z dopisů napsala, jak moc by si chtěla zahrát ve filmu o Harrym Potterovi, ale že o tom pochybuje, protože žije „v malé ospalé díře jménem Termonfeckin, kde se nikdy nic neděje“. K jejímu překvapení jí Rowlingová odpověděla: „Nebuď tak přísná na Termonfeckin; má skvělé jméno! A já pocházím z velmi ospalého místa!“
V roce 2003 byla zklamaná z toho, že propásla vydání páté knížky (Harry Potter a Fénixův řád), protože byla v nemocnici. Nicméně ji z nemocnice propustili v den, kdy pro ni místní knihkupectví přijalo výtisk, který byl podepsaný J. K. Rowlingovou.
Evannina slabost pro Harryho Pottera se také projevila, když svoji kočku pojmenovala Luna. Ta měla několik koťat a jedno z nich se jmenovalo Dumbledore (Brumbál). Jiná kočka, která Evanně patřila, zemřela v roce 2006 a jmenovala se Crookshanks (Křivonožka) – po kočce Hermiony Grangerové.

## Filmografie
| Rok  | Název                                                        | Role              | Poznámky |
| ---- | ------------------------------------------------------------ | ----------------- | -------- |
| 2007 | Harry Potter a Fénixův řád                                   | Lenka Láskorádová |          |
| 2009 | Harry Potter a Princ dvojí krve                              | Lenka Láskorádová |          |
| 2010 | Harry Potter a Relikvie smrti – část 1                       | Lenka Láskorádová |          |
| 2011 | Harry Potter a Relikvie smrti – část 2                       | Lenka Láskorádová |          |
| 2013 | G.B.F.                                                       | McKenzie Pryce    |          |
| 2014 | Dynamite: A Cautionary Tale AKA Addiction: A 60's Love Story | Theresa Bornstein |          |
| 2015 | Danny and the Human Zoo                                      | Bridget Riordan   |          |
| 2015 | Jmenuji se Emily                                             | Emily             |          |
| 2019 | Madness in the Method                                        | Abbie Fox         |          |

### Televize
| Rok  | Název                  | Role                  | Poznámky                |
| ---- | ---------------------- | --------------------- | ----------------------- |
| 2012 | Sinbad                 | Alehna                | díl: „Land of the Dead“ |
| 2013 | Apex                   | Regan                 | díl: „Pilot“            |
| 2018 | Dancing with the Stars | Samu sebe / soutěžící |                         |

### Krátkometrážní film
| Rok  | Název                      | Role              |
| ---- | -------------------------- | ----------------- |
| 2013 | It Don't Come Easy         | Ella              |
| 2019 | Lucia Joyce: Full Capacity | Lucia Joyce       |
| 2019 | You Eat Other Animals      | Královna vetřelců |

### Hudební video
| Rok  | Název  | Role          | Umělec |
| ---- | ------ | ------------- | ------ |
| 2017 | DISARM | Daisy Decibel | Bry    |

### Videohry
| Rok  | Název                                  | Role              | Poznámky |
| ---- | -------------------------------------- | ----------------- | -------- |
| 2007 | Harry Potter a Fénixův řád             | Lenka Láskorádová |          |
| 2009 | Harry Potter a Princ dvojí krve        | Lenka Láskorádová |          |
| 2010 | Harry Potter a Relikvie smrti – část 1 | Lenka Láskorádová |          |
| 2011 | Harry Potter a Relikvie smrti – část 2 | Lenka Láskorádová |          |
| 2016 | Lego Dimensions                        | Lenka Láskorádová |          |

### Divadlo
| Rok     | Název                              | Role              | Režie            | Producent               | Produke |
| ------- | ---------------------------------- | ----------------- | ---------------- | ----------------------- | --- |
| 2012    | A Very Potter Senior Year          | Lenka Láskorádová | Matt a Nick Lang | StarKid Productions     | LeakyCon 2012 v hotelu Hilton Chicago a v Chicagu, Illinois                                                                                      |
| 2013    | Houdini                            | Bess Houdini      | Peter Snee       | Peter Snee              | Grand Theatre, Blackpool, Theatre Royal, Windsor, Stoke Repertory Theatre, Gaiety Theatre, Dublin a Swansea Grand Theatre                        |
| 2017/18 | Disco Pigs                         | Sinéad/Runt       | John Haidar      | Tara Finney Productions | Trafalgar Studios, Whitehall, Trafalgarské náměstí, Westminster, Londýn (West End); Irish Repertory Theatre, Manhattan, New York (Mimo-Broadway) |
| 2019    | The Omission of the Family Coleman | Gaby              | Laurence Boswell | Ustinov Studio          | Theare Royal Bath, Bath, Anglie (Mimo West End)                                                                                                  |
| 2019    | Games for Lovers                   | Martha            | Anthony Banks    |                         | The Vaults Theatre, Londýn |